# Piper urubambanum
Piper urubambanum är en pepparväxtart som beskrevs av William Trelease. Piper urubambanum ingår i släktet Piper och familjen pepparväxter. Inga underarter finns listade i Catalogue of Life.